# Piedmont, West Virginia
Piedmont är en ort i Mineral County i delstaten West Virginia, USA.